# Cixius phaeptera
Cixius phaeptera är en insektsart som beskrevs av Stephens 1829. Cixius phaeptera ingår i släktet Cixius och familjen kilstritar. Inga underarter finns listade i Catalogue of Life.